# Ла Яна
Генрієтта Маргарете Хибель (нім. Henriette Margarethe Hiebel), відома як Ла Яна (нім. La Jana, 24 лютого 1905, Мауер, Нижня Австрія — 13 березня 1940, Німеччина) — австрійсько-німецька акторка німого кіно і танцюристка.

## Біографія
Народилася 24 лютого 1905 року в Мауері в сім'ї віденського ювеліра. У ранньому віці з батьками переїхала до Франкфурта-на-Майні. Навчалася співу, займалася в хореографічному класі при місцевій опері.
Взявши псевдонім Ла Яна, знімалася в кіно й виступала як танцюристка в 1913—1940 роках. З 1913 року почала виступати як танцюристка в дитячому балеті Франкфуртського театру опери та балету. У 1924 році почала гастролювати з танцювальними ревю по Німеччині та Австрії. В 1934—1937 роки гастролювала в турне по Франції, Німеччині, Швеції, Англії і Шотландії з ревю «Казанова», «Казки Гофмана», «Пікаділлі» та ін.
Ла Яна не була одружена, дітей не мала. 
Померла від пневмонії 13 березня 1940 року в Вольмерсдорфі у 35-річному віці. Похована на Лісовому кладовищі в берлінському районі Далем. Прем'єра останнього фільму за участю Ла Яни «Зірка Ріо-де-Жанейро» відбулася через тиждень після її смерті.

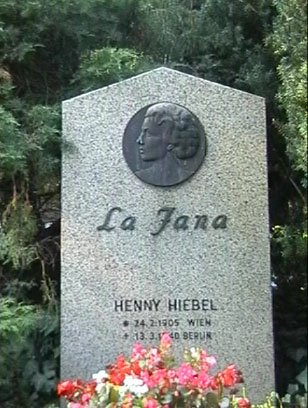
Могила Ла Яни

## Вибрана фільмографія
- 1938 — Індійська гробниця — Індіра, танцівниця з храму Зета